# Bertie Steur
Bertie Steur (Renesse, 17 februari 1974) is een mediapersoonlijkheid, agrariër en politica uit de Nederlandse provincie Zeeland. Ze nam als lesbische boer deel aan het Nederlandse televisieprogramma Boer zoekt Vrouw om een vrouwelijke partner te vinden. Daarnaast treedt Steur op als DJ op festivals en deed ze mee als deelnemer aan televisieprogramma's waaronder Expeditie Robinson 2016.

## Biografie
Steur werd geboren als enig kind. Na afronding van de havo, mts en de Middelbare Agrarische School is haar moeder in het huwelijk getreden met de boer Steur uit Renesse. Haar stiefvader boer Steur had samen met z’n broer een akkerbouwbedrijf in het Zeeuwse dorp Renesse . Na de dood van haar stiefvader heeft ze het bedrijf overgenomen. 
In 2002 deed Steur haar intrede in de lokale politiek. Namens Leefbaar Schouwen-Duiveland zat zij met drie fractiegenoten tussen 2002 en 2006 in de gemeenteraad van Schouwen-Duiveland.
Steur deed in 2014 mee mee aan Boer zoekt Vrouw. Met de hulp van presentatrice Yvon Jaspers ging ze op zoek naar een geschikte partner, die ze uiteindelijk ook vond, en met wie ze een relatie van een kleine twee jaar had. In 2016 won Steur Expeditie Robinson. Nadat ze tijdens de eerste eilandraad werd weggestemd, belandde ze op afvallerseiland. Ze hield het hier vol tot aan de halve finale en keerde terug in het spel. In de finale versloeg ze Dio. In het voorjaar van 2022 was Steur na zes jaar te zien in het speciale seizoen Expeditie Robinson: All Stars waarin oud (halve)finalisten de strijd met elkaar gaan om de ultieme Robinson te worden. Ze viel ditmaal als zevende af en eindigde daarmee op de tiende plaats.
Begin 2017 kreeg Steur een nieuwe relatie met Rosita, die ze kende van de opnames van Boer zoekt Vrouw twee jaar eerder. Tevens was ze dit jaar te zien in het RTL 4-programma Een goed stel hersens en het Comedy Central-programma Celebrity Stand-Up.
Steur ontving in 2017 de "Vrouw in de Media Award" voor de regio Zeeland. Volgens de stemmers had ze 'in alle opzichten bijgedragen aan het doorbreken van rolpatronen.'
Voor de Provinciale Statenverkiezingen van 23 maart 2019 was Steur verkiesbaar namens de partij Partij voor Zeeland (PvZ) en werd als lijstduwer met 2.575 voorkeurstemmen verkozen.
In 2022 was Steur te zien als drag in het televisieprogramma Make Up Your Mind.

## Televisie
| Televisie als deelneemster | Televisie als deelneemster    | Televisie als deelneemster                 |
| Jaar                       | Productie                     | Opmerkingen                                |
| -------------------------- | ----------------------------- | ------------------------------------------ |
| 2014                       | Boer zoekt Vrouw              | Kreeg hierdoor een relatie met Esther      |
| 2016                       | Expeditie Robinson            | Winnares van het zeventiende seizoen       |
| 2017                       | Carlo's TV Café               | Verscheen één aflevering als presentatrice |
| 2017                       | Celebrity Stand-Up            | Eén aflevering                             |
| 2017                       | Een goed stel hersens         | Vormde een team met JayJay Boske           |
| 2017                       | De Slimste Mens               | Twee afleveringen                          |
| 2021                       | Het Dorp                      | Eén aflevering                             |
| 2021                       | Onze Boerderij in Europa      | Chauffeur op camper met Yvon Jaspers       |
| 2022                       | Expeditie Robinson: All Stars | Kandidaat                                  |
| 2022                       | Make Up Your Mind             | Drag                                       |
| 2023                       | Onze Boerderij in Europa      | Chauffeur op camper met Yvon Jaspers       |
| 2023                       | Wat een Uitvinding!           | Gastjurylid                                |
| 2023                       | De Verraders Halloween        | Kandidaat                                  |
| 2025                       | De Allesweter VIPS            | Kandidaat                                  |